# Josh Mann-Rea
Vous lisez un « bon article » labellisé en 2020.
Pour les articles homonymes, voir Mann et Rea.
Pas d'image ? Cliquez ici

a Compétitions nationales et continentales officielles uniquement.

b Matchs officiels uniquement.
Dernière mise à jour le 10 juillet 2020.
Josh Mann-Rea, né le 19 février 1981 à Narromine (Australie), est un joueur de rugby à XV international australien évoluant au poste de talonneur.
Il présente un parcours inhabituel où, après un début de carrière compliqué en Australie, il connaît une interruption de deux années durant laquelle il travaille dans une mine de charbon. Il relance sa carrière au Japon en 2009, avant de faire son retour en Australie en 2012. Il effectue l'essentiel de sa carrière professionnelle avec les Brumbies entre 2013 et 2019. Au niveau international, il compte deux sélections avec l'équipe d'Australie en 2014.

## Biographie

### Jeunesse et formation

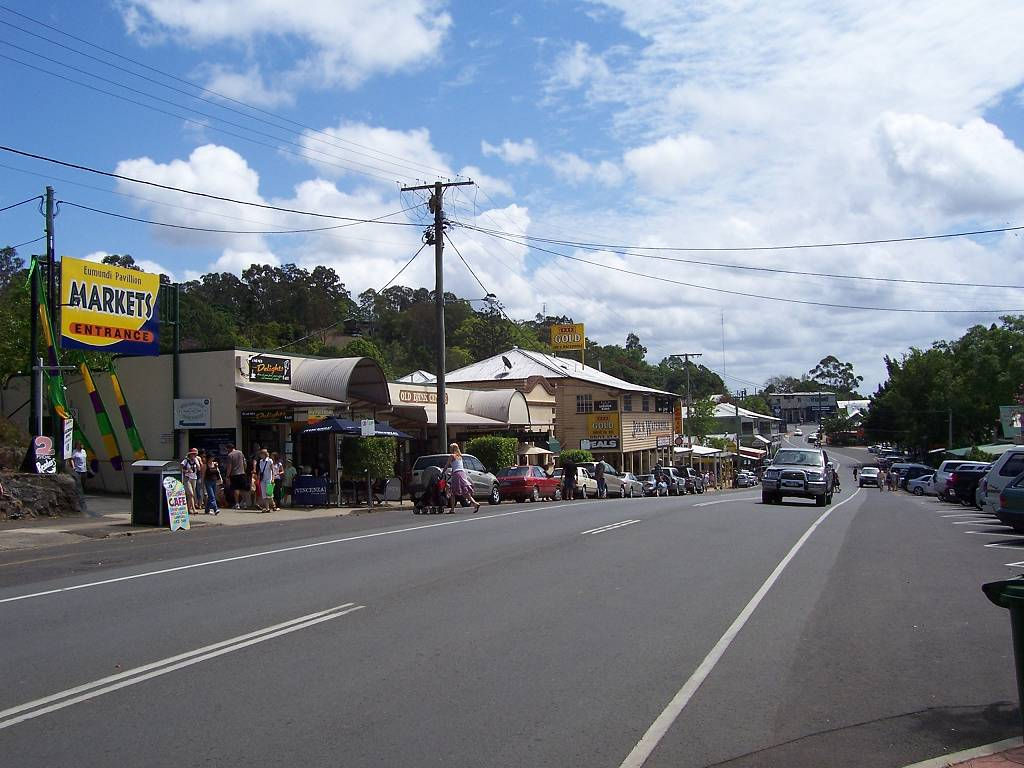
La grand rue de la ville d'Eumundi, ville dans laquelle Mann-Rea grandit.

Josh Mann-Rea est né à Narromine dans l'État de Nouvelle-Galles du Sud, mais grandit sur la Sunshine Coast (Queensland), à Eumundi , où sa famille possède une carrière de sable et de gravier. 
Il commence à jouer au rugby à XIII avec le club local des Noosa Pirates, basé à Noosa Heads, avant de passer à XV lorsqu'il rentre au Nudgee College de Brisbane. Il se distingue alors en occupant régulièrement la fonction de buteur, chose inhabituelle pour un talonneur.
En 1998, il joue avec la sélection scolaire australienne aux côtés de futurs internationaux australiens comme George Smith, David Lyons ou Morgan Turinui.
Avec cette équipe, il effectue une tournée en Irlande, où ils affrontent leurs homologues irlandais.
Il enchaîne ensuite avec l'équipe d'Australie des moins de 19 ans, avec qui il dispute le championnat du monde junior 2000 en France, puis avec la sélection des moins de 21 ans en 2002,. Il côtoie alors des joueurs tels que Matt Giteau, Mark Gerrard ou Mark Chisholm.

### Début de carrière avorté
Josh Mann-Rea commence ensuite sa carrière de joueur de rugby avec le club des East Tigers évoluant en Queensland Premier Rugby (championnat amateur du Queensland), avant de retourner dans sa région natale quelques années plus tard pour rejoindre le club de Manly en Shute Shield. Il joue également avec l'académie des Waratahs, sans pour autant obtenir de contrat professionnel. 
Il obtient tardivement sa première opportunité au niveau professionnel, lorsqu'il rejoint en 2007 les Ballymore Tornadoes pour évoluer dans le tout nouveau championnat appelé Australian Rugby Championship (ARC). Il joue sept rencontres avec cette équipe, pour deux essais inscrits. Cette aventure est cependant de courte durée puisque l'ARC est supprimée dès la fin de sa saison inaugurale pour manque de rentabilité économique.
Mann-Rea, qui n'a jamais eu d'offre en provenance d'une franchise de Super Rugby, se retrouve ainsi sans contrat professionnel à l'âge de 26 ans. Il considère alors avoir raté sa chance de faire du rugby son métier, et décide d’arrêter sa carrière. Il trouve un emploi dans une mine de charbon à Illawarra. Pendant un an, il installe des clous de soutènement, avant de s'occuper de la construction de routes et de murs à l'intérieur des mines.

### Retour à la compétition au Japon
Après deux ans loin du rugby, Josh Mann-Rea reçoit l'appel d'un ami jouant au Japon pour les Kyuden Voltex. Celui-ci lui dit que son club recherche un talonneur, en raison de nombreux blessés à ce poste, et lui demande d'envoyer son CV. Une semaine plus tard, il signe un contrat professionnel avec cette équipe évoluant en Top League, dont il devient un des buteurs attitrés,. 
Lors de sa première saison, il dispute treize rencontres pour quarante-sept points inscrits, se décomposant en un essai, neuf transformations et huit pénalités. Il ne peut éviter la relégation de son club en Top League Kyushu A après une saison où son club connaît treize défaites ; il reste néanmoins dans l'effectif des Voltex la saison suivante. Il joue son dernier match avec cette équipe en février 2012, dans le cadre des play-off pour la montée en Top league,.

### Débuts en Super Rugby
Lors de la saison 2012 de Super Rugby, Josh Mann-Rea est appelé en renfort par les Waratahs, qui font face à la blessure du talonneur Damien Fitzpatrick. Le 11 mai 2012, il profite de l'absence du Wallaby Tatafu Polota-Nau en raison d'une commotion cérébrale pour connaitre sa première feuille de match lors d'une rencontre contre les Bulls, en tant que remplaçant de John Ulugia. Il n'entre cependant pas en jeu. Il fait finalement ses débuts en Super Rugby la semaine suivante, à l'âge avancé de 31 ans, le 19 mai 2012 contre les Stormers. Lors de cette première saison à haut niveau, il joue deux rencontres, comme remplaçant dans chacune.

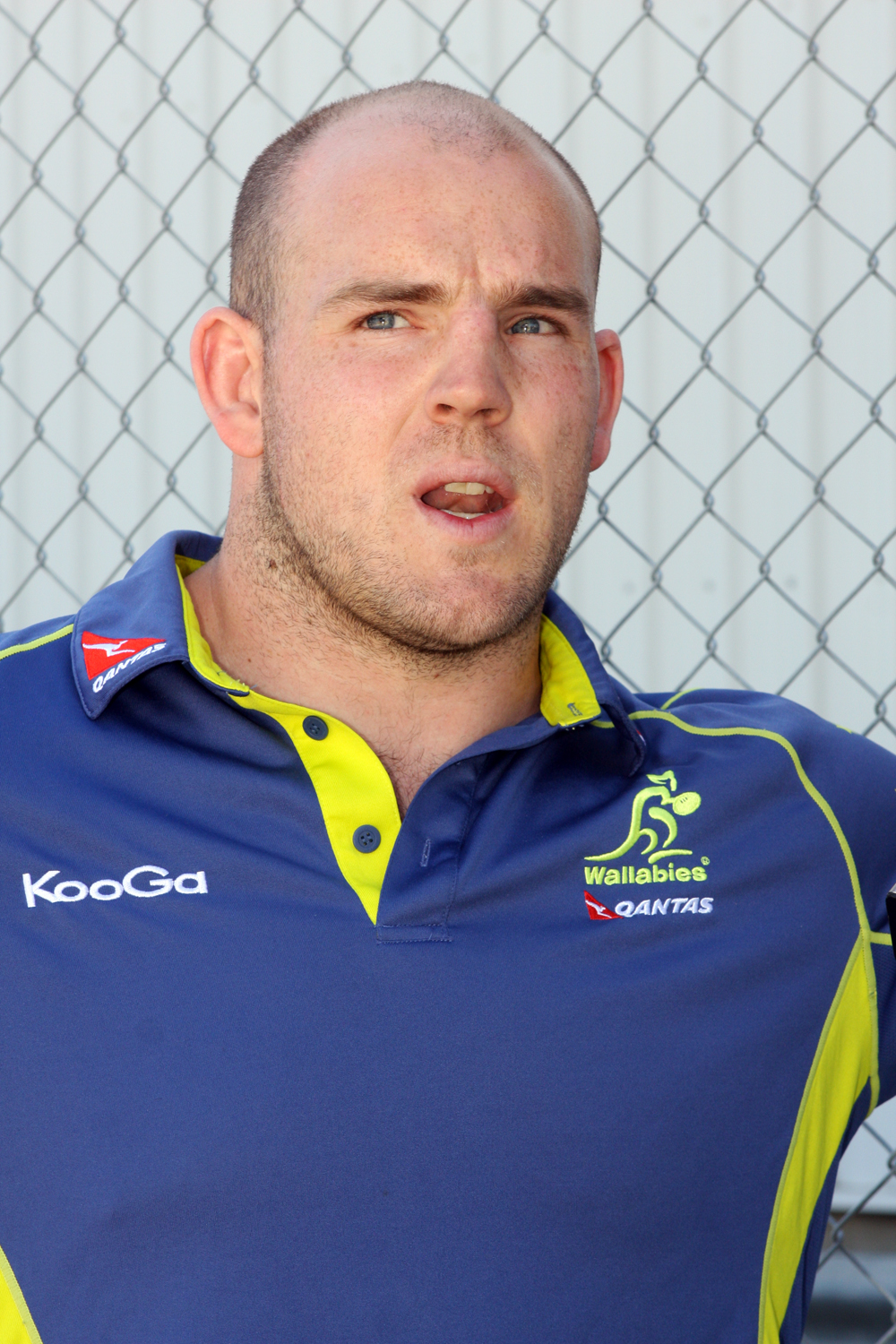
Stephen Moore est le concurrent principal de Mann-Rea aux Brumbies entre 2013 et 2016.

L'année suivante, il est recruté par la franchise des Brumbies, basée à Canberra, où il compense le départ d'Anthony Hegarty parti jouer en France. Il fait alors partie du « extended playing squad », et il est considéré comme le troisième talonneur de l'effectif derrière l’inamovible capitaine Stephen Moore et l'international des moins de 20 ans Siliva Siliva. 
Il fait cependant face à un gros coup dur lorsqu'il subit une rupture du ligament croisé antérieur à l'entrainement lors de la pré-saison. Il fait alors le choix de se faire opérer selon la technique de la reconstruction ligamentaire, afin de réduire son temps de rééducation. Il souhaite en effet pouvoir revenir à la compétition avant la fin du championnat, afin d'augmenter ses chances de prolonger son contrat pour la saison suivante. De retour de convalescence en mai 2013, il fait ses débuts avec sa nouvelle équipe le 7 juin 2013 contre les Melbourne Rebels. Il s'agit de l'unique match qu'il dispute lors de la saison 2013, que son équipe termine à la place de finaliste. En juillet 2013, il voit son contrat être amélioré pour devenir un contrat professionnel annuel, et plus à court terme,.
Cette même année, il joue à deux reprises contre les Lions britanniques dans le cadre de leur tournée en Australie. Il joue d'abord avec Combined Country le 11 juin 2013, et connait une large défaite sur le score de 64 à 0. Une semaine plus tard, il affronte à nouveau les Lions, cette fois avec les Brumbies, match qui se solde par une victoire (14 à 12).
En 2014, il attaque sa deuxième saison avec les Brumbies, et connaît sa première titularisation en Super Rugby le 11 juillet 2014 contre la Western Force. En fin de saison, il profite de la blessure de Stephen Moore pour gagner une place de titulaire pour les phases finales,. Il dispute alors le match de barrage remporté face aux doubles tenants du titre, les Chiefs, et la demi-finale perdue face aux futurs champions, les Waratahs. Au total, il joue neuf matchs, dont trois titularisations.
Plus tard la même année, il rejoint l'équipe des NSW Country Eagles pour disputer le National Rugby Championship (NRC) nouvellement créé,. Il dispute deux rencontres avec cette équipe, toutes comme titulaire.

### Sélection avec lesWallabies
En septembre 2014 Josh Mann-Rea est sélectionné en équipe d’Australie par le sélectionneur Ewen McKenzie, quelques jours avant la réception de l'équipe d'Afrique du Sud dans le cadre du Rugby Championship,. Il pallie en urgence le départ soudain de Saia Fainga'a, contraint de rentrer en Australie pour assister à la naissance de son enfant, et de plusieurs joueurs victimes d'une improbable cascade de blessures,,. Il est alors considéré par les médias australiens comme le huitième, voire neuvième, joueur dans la hiérarchie des talonneurs australiens,. Cette sélection est d'autant plus surprenante qu'il n'est que le deuxième ou troisième choix aux Brumbies, et qu'il n'a que très peu d'expérience (12 matchs de Super Rugby) malgré un âge avancé.
Il est alors nommé sur le banc des remplaçants pour le match contre l'Afrique du Sud le 6 septembre 2014, derrière James Hanson. Il n'entre pas en jeu, le staff australien préférant laisser Hanson jouer 80 minutes dans un match très serré qui voit finalement les Australiens l'emporter d'une courte tête (24 à 23),.
Ce n'est que partie remise puisque, un mois plus tard, il est à nouveau aligné sur le banc pour un match contre l'équipe d'Argentine le 4 octobre 2014 à Mendoza. Il obtient officiellement sa première cape avec les Wallabies lorsqu'il remplace Saia Fainga'a à la 71e minute du match. Âgé de plus de 33 ans, il devient à ce moment-là le plus vieux joueur à débuter en sélection australienne depuis 56 ans.
Deux semaines plus tard, il connaît sa deuxième sélection contre la Nouvelle-Zélande à Brisbane, dans le cadre de la Bledisloe Cup.
Peu après, le sélectionneur Ewen McKenzie démissionne et est remplacé par Michael Cheika, ce qui n'empêche pas Mann-Rea d'enchaîner en participant à la tournée de novembre en Europe. Il ne dispute cependant aucun des trois matchs, le duo Fainga'a-Hanson lui étant systématiquement préféré. Malgré sa vingtaine de minutes jouées sous le maillot australien seulement, il affirme ses intentions de jouer la prochaine Coupe du monde qui a lieu un an plus tard,.

### Montée en puissance avec les Brumbies
Pour la saison 2015 de Super Rugby, Josh Mann-Rea s'impose comme la seule doublure au talonnage derrière Stephen Moore, et dispute un total de dix-huit rencontres (dont deux titularisations). Cela ne suffit pas pour être sélectionné pour la Coupe du monde en Angleterre, lui ayant été préféré son coéquipier Moore et Tatafu Polota-Nau, ainsi que James Hanson appelé en cours de compétition.
En 2016, il s'installe avec sa famille dans une ferme située le village de Jugiong, en Nouvelle-Galles du Sud,. Il effectue quasiment chaque jour le trajet de 90 minutes le séparant de Canberra, et du centre d'entrainement des Brumbies.
Lors de la saison 2016, il continue sur les mêmes bases que la saison précédente au niveau du temps de jeu, avec quinze matchs joués, pour seulement une titularisation. Il marque son premier essai en Super Rugby à l'âge de 35 ans, le 26 février 2016 contre les Hurricanes. Il marque un total de trois essais (15 points) lors de cette saison. D'un point de vue plus négatif, il reçoit un carton rouge lors de la rencontre face aux Stormers le 19 mars 2016 pour avoir asséné plusieurs coups de poing au pilier Oli Kebble. Pour ce geste, il écope d'une suspension de deux semaines, ramenées à une seule après que Mann-Rea a plaidé coupable,.
Plus tard la même année, il change de club de NRC et rejoint les Canberra Vikings. Il se montre particulièrement performant avec sa nouvelle équipe puisqu'il inscrit cinq essais en trois matchs, dont un triplé contre le Melbourne Rising,.
La saison suivante, il profite du départ de Moore aux Queensland Reds pour devenir le titulaire indiscutable à son poste,. Il dispute douze rencontres, toutes comme titulaire, avec trois essais à la clé. Ne semblant pas baisser de niveau malgré ses 36 ans, il prolonge son contrat avec les Brumbies pour deux saisons supplémentaires, soit jusqu'en 2019,.

### Blessures et fin de carrière
Dès le début de la saison 2018, Josh Mann-Rea subit un arrachement du tendon d'Achille lors du match contre les Rebels, ce qui l'éloigne des terrains pour le reste de la compétition,. Il fait son retour à la compétition au mois de septembre 2018 avec les Canberra Vikings en NRC.
En 2019, il est âgé de 38 ans, ce qui fait de lui le plus vieux joueur du Super Rugby en activité, et le plus vieux joueur australien de l'histoire de la compétition,,. Il occupe alors un rôle de doublure pour le jeune Wallaby Folau Fainga'a, qui s'était révélé en son absence la saison précédente,. Il joue neuf rencontres lors de cette saison (dont une titularisation), jusqu'au match contre les Stormers le 20 avril 2019, date à laquelle il se rompt les ligaments croisés de genou. 
Cette dernière blessure le contraint à mettre prématurément fin à sa carrière professionnelle,.

### L'après-rugby
Après l'arrêt de sa carrière, Josh Mann-Rea s'investit cette fois-ci à plein temps dans sa nouvelle exploitation agricole.
Il continue cependant la pratique sportive en tant qu’entraîneur-joueur du club amateur de la ville où il réside, les Red Devils de Harden, en Central West Rugby Union South (division inférieure du championnat de Nouvelle-Galles du Sud),. Remis de sa blessure au genou, il fait ses débuts avec cette équipe en août 2020, et remporte le championnat au mois de septembre suivant, pour ce qui est le premier titre de sa carrière.

## Style de jeu
Josh Mann-Rea est considéré comme un talonneur classique, bon sur les fondamentaux du poste comme la touche et la mêlée,. Ajouté à cela, il présente la capacité à buter, ce qui est très inhabituel pour un joueur de son poste,. Il exerce ses talents de buteur lors de sa jeunesse, et dans le championnat japonais,.
En 2014, l'entraîneur des avants des Brumbies, Dan McKellar, dit de lui que « Bongo a un très bon moteur, c'est un joueur vraiment fiable, nécessitant peu d'entretien ». En juin 2017, son entraîneur en chef Stephen Larkham, dit que « Josh apporte beaucoup d'expérience à l'équipe et est un vrai leader du groupe ».

## Palmarès
- Finaliste du Super Rugby en 2013 avec les Brumbies.

## Statistiques

### En franchise
| Waratahs | Brumbies |

Josh Mann-Rea dispute 69 matchs de Super Rugby entre 2012 et 2019, au cours desquels il marque 40 points (8 essais).
| Saison | Équipe   | Compétition | Matchs | Titularisations | Points | Essais |
| ------ | -------- | ----------- | ------ | --------------- | ------ | ------ |
| 2012   | Waratahs | Super Rugby | 2      | 0               | -      | -      |
| 2013   | Brumbies | Super Rugby | 1      | 0               | -      | -      |
| 2014   | Brumbies | Super Rugby | 9      | 3               | -      | -      |
| 2015   | Brumbies | Super Rugby | 18     | 2               | -      | -      |
| 2016   | Brumbies | Super Rugby | 15     | 1               | 15     | 3      |
| 2017   | Brumbies | Super Rugby | 12     | 12              | 15     | 3      |
| 2018   | Brumbies | Super Rugby | 3      | 3               | 5      | 1      |
| 2019   | Brumbies | Super Rugby | 9      | 1               | 5      | 1      |
| Total  | Total    | Total       | 69     | 22              | 40     | 8      |

### En équipe nationale
| Maillot de l'équipe d'Australie en 2014. |

Au 11 juillet 2020, Josh Mann-Rea compte 2 capes en équipe d'Australie, dont aucune en tant que titulaire, depuis le 4 octobre 2014 contre l'équipe d'Argentine à Mendoza.
Il participe à une édition du Rugby Championship, en 2014. Il dispute une rencontre dans cette compétition.
| Année | Compétition        | Matchs | Points | Essais |
| ----- | ------------------ | ------ | ------ | ------ |
| 2014  | Rugby Championship | 1      | -      | -      |
| 2014  | Test match         | 1      | -      | -      |
| Total | Total              | 2      | 0      | 0      |